# Ода, Микио
Микио Ода (яп. 織田 幹雄 Ода Микио, 30 марта 1905, Хиросима, Япония - 2 декабря 1998) — японский легкоатлет, первый в истории Японии олимпийский чемпион.
Микио Ода родился в 1905 году в Кайта округа Аки префектуры Хиросима (ныне — часть города Хиросима). В 17-летнем возрасте он принял участие в проходивших в Осаке 6-х Дальневосточных играх, где установил новый рекорд Японии в тройном прыжке, а также выиграл соревнования по прыжкам в длину и прыжкам в высоту. В 1924 году он был включён в состав японской сборной для участия в Олимпийских играх в Париже, но не сумел дойти до полуфиналов в прыжках в высоту и в длину, а в тройном прыжке оказался в итоге 6-м.
По возвращении в Японию Микио Ода поступил в Университет Васэда. В 1928 году он принял участие в Олимпийских играх в Амстердаме, и хотя вновь не сумел дойти до полуфиналов в прыжках в высоту и в длину, зато в тройном прыжке прыгнул на 15 метров 21 сантиметр, завоевав первую в истории Японии золотую олимпийскую медаль.
В 1931 году Микио Ода окончил университет и пошёл работать в газету «Асахи симбун». 27 октября 1931 года он установил новый мировой рекорд в тройном прыжке, прыгнув на 15 метров 58 сантиметров. В 1932 году Ода был тренером и капитаном японской легкоатлетической сборной на Олимпийских играх в Лос-Анджелесе.
В 1948 году Микио Ода стал членом Японского олимпийского комитета, позднее входил в технический комитет ИААФ. В 1952 году Ода был тренером японской легкоатлетической сборной на Олимпийских играх в Хельсинки, в 1954 — на Азиатских играх в Маниле.
В 1964 году во время открытия Олимпийских игр в Токио Олимпийский флаг был поднят на высоту ровно 15 метров 21 сантиметр в знак признательности к результату Оды, достигнутому за 36 лет до этого. С 1967 года в Японии начали ежегодно проводиться Международные любительские легкоатлетические соревнования имени Микио Оды. В 1976 году Ода был награждён Олимпийским орденом, в 1988 году японское правительство присвоило ему почётное звание, а в 1989 году он был избран почётным председателем Японского союза легкоатлетических федераций.